# Ultra Naté
Ultra Naté (født d. 16. juni 1968) er en amerikansk sangerinde og musiker. Hun er især kendt for singlerne "Free" og "If You Could Read My Mind".
Alle hendes singler er kommet i Top 10 på Hot Dance Club Play-listen i USA.
Debutalbummet Blue Notes in the Basement udkom i 1991. Det seneste album udkom i 2007 under titlen Grime, Silk, & Thunder.

## Diskografi
- Blue Notes in the Basement (1991)
- One Woman's Insanity (1993)
- Situation: Critical (1998)
- Stranger Than Fiction (2001)
- Grime, Silk, & Thunder (2007)
- Things Happen at Night (2010) EP
- Hero Worship (2013)
- Black Stereo Faith (2017)